# كلينتون هارت
كلينتون هارت (بالإنجليزية: Clinton Hart)‏ هو لاعب كرة قدم أمريكية أمريكي، ولد في 20 يوليو 1977 في ديد سيتي في الولايات المتحدة.

## وصلات خارجية
- كلينتون هارت على موقع مرجع كرة القدم المحترفة.كوم (الإنجليزية)
- كلينتون هارت على موقع JustSportsStats.com (الإنجليزية)